# Wojsławice (Niemcza)
Wojsławice (niem. Eibendorf, przed 1936 Woislawitz) – dzielnica miasta Niemcza w województwie dolnośląskim, w powiecie dzierżoniowskim. Znajduje się tam, założone przez Fritza von Oheimba w 1880 roku, arboretum Uniwersytetu Wrocławskiego, w którym rośnie około 2000 gatunków drzew i krzewów, w tym 470 odmian rododendronów.

## Historia
Według legendy nazwa wsi pochodzi od imienia rycerza Wojsława, opiekuna księcia Bolesława Krzywoustego. Pierwsze udokumentowane wzmianki o wsi, wówczas pod nazwą Woislowitz, pochodzą z roku 1366. Później używano nazw Wojslic, Weislicz, Wojslowic, Weislitz, Weiselwitz, Woislawitz, a w latach 1936–1945 Eibendorf.
Nazwa miejscowości należy do grupy nazw patronomicznych i pochodzi od staropolskiego imienia założyciela miejscowości Wojsława. Imię to złożone z członów Woj- („wojownik”) i -sław („sława”). Oznacza „tego, który zdobywa sławę w wojnach”, „sławnego wojownika”. Niemiecki językoznawca Heinrich Adamy w swoim dziele o nazwach miejscowości na Śląsku wydanym w 1888 roku we Wrocławiu wymienia jako najstarszą zanotowaną nazwę miejscowości Weislitz podając jej znaczenie „Dorf des Woislaw" czyli po polsku „Wieś Wojsława”.
Wieś wielokrotnie zmieniała właścicieli, odnotowano na przykład, że w roku 1559 przeszła w ręce księcia brzeskiego Jerzego II.

## Zabytki
W wojewódzkim rejestrze zabytków na liście zabytków wpisane są obiekty:
- park – Arboretum Wojsławice, z 1881 wieku
- dom, drewniany, przeniesiony z Bielic, gm. Stronie Śląskie, z końca XVIII wieku.